# Santana (Colombia)
Santana è un comune della Colombia facente parte del dipartimento di Boyacá.
Il centro abitato venne fondato nel 1692, mentre l'istituzione del comune è del 14 giugno 1806.